# Conservatorio di Mosca
Il conservatorio statale di Mosca "P. I. Čajkovskij" (in russo Московская государственная консерватория имени П. И. Чайковского?) è una prestigiosa scuola di musica russa.
Fu fondato a Mosca nel 1866 dal principe Nikolaj Petrovič Trubeckoj e Nikolaj Rubinštejn, fratello del celebre pianista e compositore russo Anton Rubinštejn, che aveva fondato il conservatorio di San Pietroburgo nel 1862. Il grande compositore Pëtr Il'ič Čajkovskij, cui il conservatorio è intitolato a partire dal 1940, vi insegnò teoria e armonia dalla fondazione sino a circa il 1878.
Alla sua apertura, Čajkovskij fu nominato professore di teoria e armonia, incarico che ha ricoperto fino a circa 1878. Dal 1940, il Conservatorio ha portato il nome di Čajkovskij.
Prima della Rivoluzione la facoltà corale del conservatorio era divisa in Scuola sinodale di Mosca e Coro sinodale di Mosca, ma nel 1919 entrambi sono stati fusi in facoltà corale. Alcuni degli studenti ora elencati erano in realtà gli studenti della Scuola sinodale.